# Крейг Мезін
Крейг Мезін англ. Craig Mazin (8 квітня 1971) — американський сценарист і режисер.

## Біографія
Народився у Брукліні, Нью-Йорк, закінчив навчання «з відзнакою» зі ступенем у психології в Принстонському університеті у 1992 році. Почав свою кар'єру в маркетингу; був керівником Walt Disney Company у 90-ті роки, відповідальним за підготовку та виробництво фільмів.
У професії сценариста, в його доробок входять Ракетник, Без відчуттів, Дуже страшне кіно 3, Дуже страшне кіно 4, Похмілля-2: з Вегаса до Бангкока та Похмілля: Частина III. Також працював на Dimension Films і Miramax Films з 2000 року. У 2008 році Мезін написав сценарій і зрежисирував супергеройський фільм-пародію Супергеройське кіно.

## Фільмографія

### Режисер, сценарист, продюсер
| Рік  |   | Українська назва                     | Оригінальна назва          | Роль                                                         |
| ---- | - | ------------------------------------ | -------------------------- | ------------------------------------------------------------ |
| 1997 | ф | Ракетник                             | RocketMan                  | сценарист                                                    |
| 1998 | ф | Без відчуттів                        | Senseless                  | сценарист                                                    |
| 2000 | ф |                                      | The Specials               | режисер, асоціативний продюсер                               |
| 2003 | ф | Дуже страшне кіно 3                  | Scary Movie 3              | сценарист                                                    |
| 2006 | ф | Дуже страшне кіно 4                  | Scary Movie 4              | сценарист, продюсер                                          |
| 2006 | ф | Школа негідників                     | School for Scoundrels      | виконавчий продюсер                                          |
| 2008 | ф | Супергеройське кіно                  | Superhero Movie            | режисер, сценарист                                           |
| 2011 | ф | Похмілля-2: з Вегаса до Бангкока     | The Hangover Part II       | сценарист                                                    |
| 2013 | ф | Піймай шахрайку, якщо зможеш         | Identity Thief             | сценарист                                                    |
| 2013 | ф | Похмілля: Частина III                | The Hangover Part III      | сценарист                                                    |
| 2016 | ф | Мисливець і Снігова королева         | The Huntsman: Winter's War | сценарист                                                    |
| 2019 | с | Чорнобиль                            | Chernobyl                  | автор ідеї, керівник проєкту, сценарист, виконавчий продюсер |
| 2021 | с | Мітичний квест                       | Mythic Quest               | сценарист (Епізод: "Backstory!")                             |
| 2023 | с | Останні з нас                        | The Last of Us             | керівник проєкту, виконавчий продюсер, сценарист, режисер    |
| 2024 | ф | Бордерлендс                          | Borderlands                | сценарист                                                    |
|      | ф | Пірати Карибського моря: День у морі | Pirates of the Caribbean 6 | сценарист                                                    |
|      | ф |                                      | Cowboy Ninja Viking        | сценарист                                                    |

### Актор
| Рік       |   | Українська назва    | Оригінальна назва | Роль    |
| --------- | - | ------------------- | ----------------- | ------- |
| 2006      | ф | Дуже страшне кіно 4 | Scary Movie 4     | злодій  |
| 2008      | ф | Супергеройське кіно | Superhero Movie   | двірник |
| 2020—2021 | с | Мітичний квест      | Mythic Quest      | Лу      |

## Нагороди
- Орден князя Ярослава Мудрого V ступеня (23 серпня 2021) — за вагомий особистий внесок у розвиток міждержавного співробітництва, зміцнення міжнародного авторитету України, популяризацію її історико-культурної спадщини[6]